# Tätowierung (Film)
Tätowierung ist ein deutscher Spielfilm aus dem Jahre 1967. Es ist das Kinodebüt von Regisseur Johannes Schaaf.

## Handlung
Der Film spielt in West-Berlin. Benno ist 16 Jahre alt und lebt in einem Jugendheim. Das sozial engagierte Fabrikantenehepaar Lohmann, bei dem bereits Gaby, eine junge Nichte der Lohmanns lebt, adoptiert Benno, dem jedoch die aufgesetzt wirkende Fürsorglichkeit der Lohmanns zuwider ist. Lohmann besorgt Benno eine Ausbildungsstelle als Koch und ist bemüht, dem jungen Mann Verhaltensregeln und Allgemeinwissen nahezubringen. Der kriminelle Sigi ist für Benno schon eher ein Vorbild. Mit ihm arbeitet er an seinem Moped und unternimmt Ausfahrten. Auch bei seiner Arbeit fühlt Benno sich nicht wohl und kündigt. Der Bruder seines Adoptivvaters gibt ihm die Möglichkeit, in seinem Teppichgeschäft zu arbeiten. Als Benno einen Teppich stiehlt, verliert er auch diese Stelle.
Gaby ist sich, wie aus Andeutungen zu ersehen ist, nicht darüber im klaren, wie sie zu Benno steht. Sie versucht jedoch Kapital aus ihrer Weiblichkeit zu schlagen. Lohmann umgarnt sie ebenso wie Benno. Lohmann unternimmt mit den beiden einen Ausflug zur Berliner Mauer. Nach diesem Tag schläft Gaby mit Benno, was die liberalen Eltern hinnehmen. Diese erste Nacht mit Gaby ist aber auch schon die letzte Nacht mit ihr, da sie ihm am nächsten Tag einen Korb gibt. Als er bei einem Spaziergang der Familie mit ansehen muss, wie Gaby in das Auto eines anderen Mannes steigt, erschießt Benno ohne Vorwarnung Lohmann und flieht. In einer Schwimmhalle wird er von der Polizei verhaftet.

## Drehort
Gedreht wurde in der architektonisch bedeutenden Berliner Mosaikfabrik Puhl & Wagner, die der Szenenbildner Götz Heymann für den Film als Hauptmotiv fand. Die Fabrik, gebaut von dem Architekten Franz Schwechten, wurde ein Jahr nach den Dreharbeiten abgerissen, um einer Straße zu weichen.

## Kritiken
„Ein präzises, generationstypisches, psychologisch interessantes Zeitbild, das die junge Welt glaubwürdig, weil authentisch mit Pop, Jazz, Moped und Fußball zeichnet, während die Vertreter der Erwachsenenwelt zu Klischeefiguren geraten. Darüber hinaus ein plastisches Bild von Berlin und der Mauer.“

„Der im Schatten der Berliner Mauer angesiedelte Film bricht bewußt mit traditionellen Erzähltechniken und antizipiert vom Inhalt und Rhythmus her die Proteste der Studentenbewegung von 1968.“

„Problemreicher, um Ehrlichkeit bemühter Jugendfilm mit starken gesellschaftskritischen Akzenten. Interessant ab 16.“

Cinema nennt den Film einen Klassiker des „Jungen Deutschen Films“

## Auszeichnungen
Der Film nahm am Wettbewerb der Berlinale 1967 teil, ging bei der Preisvergabe jedoch leer aus. 1968 gewann er dann das Filmband in Gold als bester Film des Jahres. Außerdem erhielten Alexander May das Filmband in Gold für seine Darstellung des Vaters Lohmann als bester Schauspieler und Johannes Schaaf als bester Regisseur. Zudem bekam der Film das Prädikat „besonders wertvoll“ der Filmbewertungsstelle.